# Esfingolípido

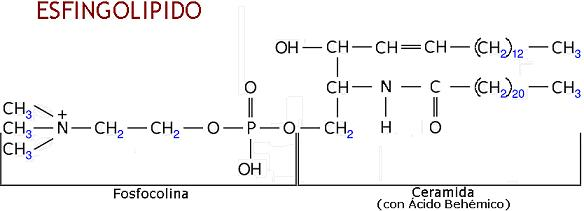
Ejemplo de Esfingolípido

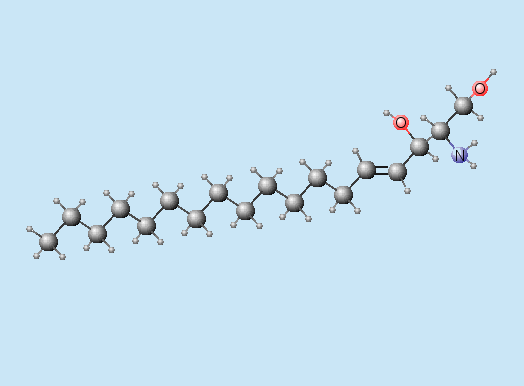
Imagen en 3D de la molécula de la Esfingosina
(1,3-dihidroxi-2-amino-4-octadeceno)

Los esfingolípidos son lípidos complejos que derivan del aminoalcohol insaturado de 18 carbonos esfingosina. Los hay con o sin fosfato: fosfoesfingolípidos y glucoesfingolípidos (con hidratos de carbono); la esfingosina se halla unida a un ácido graso de cadena larga mediante un enlace amida formando la ceramida. Son una clase importante de lípidos de las membranas celulares de animales y vegetales y son los más abundantes en los tejidos de los organismos más complejos.

## Componentes estructurales

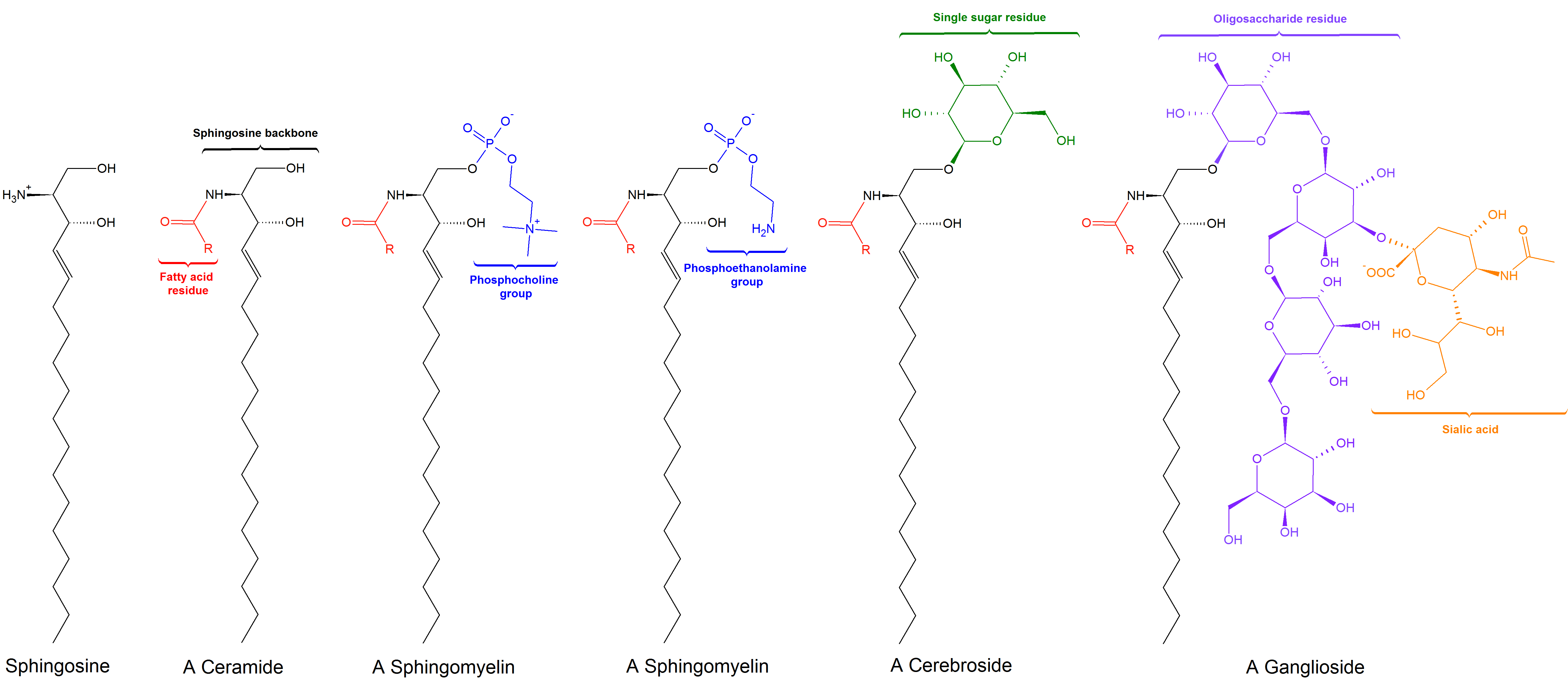
Estructuras de esfingolípidos.

Todos los esfingolípidos poseen un componente básico característico: un aminoalcohol de cadena larga llamado esfingosina (1,3-dihidroxi-2-amino-4-octadeceno). Los carbonos 1, 2 y 3 de esta molécula son portadores de grupos funcionales (-OH, NH2, -OH) y cuando un ácido graso saturado o insaturado de cadena larga se une al carbono 2 por medio de un enlace amida se obtiene una ceramida, la cual es la unidad estructural fundamental de todos los esfingolípidos. Este tipo de lípido se encuentra presente en cantidades especialmente grandes en el tejido nervioso y cerebral. La esfingosina, con su grupo amino libre no se encuentra en la naturaleza.

## Grupos de esfingolípidos
Los esfingolípidos se dividen en dos grupos clases, los fosfoesfingolípidos (esfingomielinas) y los glucoesfingolípidos (gangliósidos, cerebrósidos).

### Esfingomielinas
Son fosfoesfingolípidos ya que contienen un grupo fosfato, unido al grupo hidroxilo 1 de la ceramida, que se esterifica  con la colina (fosfocolina) o etanolamina (fosfoetanolamina) para formar el grupo o "cabeza" polar de la molécula. Es el único esfingolípido que contiene fósforo y puede, por tanto, considerarse un fosfolípido, pero se acostumbra a clasificar como esfingolípido por sus componentes estructurales.
Las esfingomielinas contienen fosfocolina como grupo de cabeza polar, por lo que se clasifica como fosfoesfingolipidos.  se hallan presentes en las membranas plasmáticas de las células animales, en la vaina de mielina que recubre y aísla los axones de las neuronas mielinizadas. De ahí procede su nombre. La esfingomielina es uno de los principales lípidos estructurales de las membranas del tejido adiposo.

### Glucoesfingolípidos
Los glucoesfingolípidos o simplemente glucolípidos, carecen de fósforo; el grupo hidroxilo 1 de la ceramida se une, mediante un enlace glucosídico a un monosacárido o a un oligosacárido, que normalmente se proyectan hacia afuera en la cara externa de la membrana plasmática. Los monosacáridos más frecuentes son la D-glucosa, D-galactosa y N-acetilgalactosamina. Se conocen diversos tipos:
- Gangliósidos. Son los esfingolípidos más complejos en virtud de contener cabezas polares muy grandes formadas por unidades de oligosacáridos cargadas negativamente ya que poseen una o más unidades de Ácido N-acetilneuramínico o ácido siálico que tiene una carga negativa a pH 7. Los gangliósidos difieren de los anteriores por poseer este ácido. Están concentrados en gran cantidad en las células ganglionares del sistema nervioso central, especialmente en las terminaciones nerviosas. Los gangliósidos constituyen el 6% de los lípidos de membrana de la materia gris del cerebro humano y se hallan en menor cantidad en las membranas de la mayoría de los tejidos animales no nerviosos. Se presentan en la zona externa de la membrana y sirven para reconocer las células, por lo tanto se les considera receptores de membrana.

- Cerebrósidos. Los cerebrósidos tienen un único azúcar unido mediante enlace β-glucosídico al grupo hidroxilo de la ceramida; los que tienen galactosa (galactocerebrósidos), se encuentran de manera característica en las membranas plasmáticas de células del tejido nervioso, mientras que los que contienen glucosa (glucocerebrósidos) se hallan en las membranas plasmáticas de células de tejidos no nerviosos. Los sulfátidos poseen una galactosa esterificada con sulfato en el carbono 3.

- Globósidos. Los globósidos son glucoesfingolípidos con oligosacáridos neutros unidos a la ceramida.

## Importancia biológica
Las moléculas de los esfingolípidos presentan propiedades anfipáticas, es decir, tanto hidrófobas como hidrófilas, lo que les permite desempeñar un papel importante en la formación de membranas biológicas. Algunos de los glucoesfingolípidos se encuentran en la superficie de los glóbulos rojos de la sangre y el resto de células actuando como antígenos y constituyendo los grupos sanguíneos.
Los esfingolípidos tienen importancia biológica por el papel de señalización celular que desempeñan. Así, por ejemplo, la ceramida es ampliamente conocida por inducir apoptosis en las células. Si la ceramida es degradada por ceramidasas, se obtiene esfingosina, que si a su vez es fosforilada da lugar a esfingosina-1-fosfato, la cual tiene un efecto totalmente antagónico a la ceramida al inducir la proliferación y la mitosis celular. Por eso, el equilibrio entre ceramida y esfingosina-1-fosfato es importante para el control de la muerte y la supervivencia de la célula.

## Importancia biomédica
Existen enfermedades relacionadas con estos lípidos, por exceso de estos a causa de la falta de las enzimas que los degraden, conocidas como esfingolipidosis (un tipo de enfermedad lisosómica). El control sobre las enzimas que producen o degradan ceramida mediante inhibidores enzimáticos es objeto de investigaciones sobre el cáncer, la diabetes, enfermedades pulmonares, Alzheimer, etc.